# Wilhelm Bergien
Friedrich Wilhelm Bergien (* 14. Juli 1916 in Michelau, Kreis Strasburg; † 2. Mai 1989 in Lüneburg) war ein deutscher Offizier der Wehrmacht und der Bundeswehr, zuletzt im Dienstgrad eines Brigadegenerals.

## Werdegang
Wilhelm Bergien trat, nachdem er von Anfang Januar 1937 bis Ende März des gleichen Jahres im Reichsarbeitsdienst in Rederitz gedient hatte, am 6. April 1936 in die Wehrmacht ein und schlug die Laufbahn der Offiziere ein. Als Fahnenjunker war er bis Ende September 1936 im Artillerieregiment 32 in Deutsch Krone eingesetzt und kam dann bis Ende 1936 als Rekrutenausbilder zur 8./Artillerieregiment 32 nach Neustettin. Er besuchte bis Ende September 1937 die Kriegsschule Hannover und war dann bis Ende 1938 als Rekruten- und Batterieoffizier bei der 1./Artillerieregiment 38 in Prenzlau. Am 18. Januar 1938 wurde er zum Leutnant befördert und hatte im Jahresverlauf die Artillerieschule Jüterbog besucht. 1939 wurde er Ordonnanzoffizier beim I./Artillerieregiment 38. Von Mai 1939 bis 14. Januar 1941 war er Führer der Nachrichtenzuges I./Artillerieregiment 38 und wurde bis 14. Juli 1942 Batteriechef 2./Panzerartillerieregiment 2. Als Ausbildungsoffizier und Hörsaalleiter ging er an die Artillerieschule Jüterbog und Groß Born, erhielt hier am 1. August 1942 die Beförderung zum Hauptmann und wurde ab 29. November 1943 Abteilungskommandeur III./Panzerartillerieregiment 2. Am 1. Juli 1944 zum Major befördert war er bis Februar 1945 in der Position und übernahm dann bis Kriegsende das Panzerartillerieregiment 2.
Nach Kriegsende kam er bis Anfang Januar 1950 in sowjetische Kriegsgefangenschaft und wurde krank aus dieser entlassen. Bis 31. März 1951 war er arbeitslos und am Arbeitsamt Bad Oldesloe tätig. Vom 1. April 1951 bis 31. März 1952 war er als Lehrling bei der Deutschen Vacuum Oel AG in Hamburg. Anschließend war er bis Mai 1956 Verkaufsleiter der Krufter Tonbergbau- und Steinindustrie GmbH.
Vom 22. Mai 1956 bis 21. September 1956 nahm er an einer Eignungsübung der Bundeswehr teil, die bis 22. Juni 1956 mit einem Einweisungslehrgang in Sonthofen startete. Er war bis 31. März 1958 Kommandeur der I./Panzerartillerieregiment 3 in Bremen. Am 16. Januar 1958 wurde er mit Wirkung zum 1. November 1957 Oberstleutnant. Vom 3. August 1958 bis 12. August 1956 hatte er eine Einweisung an der Artillerieschule in Idar-Oberstein erhalten. Anschließend wurde er Kommandeur III./Panzerartillerieregiment 3, welche er bis Mitte April 1959 führte. Er kam dann als Hörsaalleiter an die Artillerieschule in Idar-Oberstein. Am 1. Oktober 1963 übernahm er das Kommando über das Artillerieregiment 11 in Oldenburg. Hier wurde er am 1. April 1964 Oberst und blieb in dieser Position bis 30. September 1966. Als stellvertretender Schulkommandeur und Leiter des Schulstabes kam er zurück an die Artillerieschule in Idar-Oberstein. Ab 1. Oktober 1967 war er Stellvertretender Kommandeur des Artilleriekommandos 3 in Koblenz und wurde mit Wirkung zum 1. April 1968 zum Brigadegeneral ernannt. Anschließend übernahm er bis Ende September 1973 das Kommando über das Artilleriekommando 3 und wurde anschließend in den Ruhestand versetzt.
1972 erhielt er das Verdienstkreuz I. Klasse des Verdienstordens der Bundesrepublik Deutschland.

## Publikationen
- Taschenbuch für Wehrpflichtige und die Reserve der Bundeswehr. Bearbeitet von Heinz Karst und teilweise von Wilhelm Bergien, Walhalla und Praetoria Verlag, Regensburg, Loseblattsammlung, mehrere Auflagen.